# Хайнрих III фон Алтенбаумбург
Хайнрих III фон Алтенбаумберг 'Стари' (на немски: Heinrich III Raugraf von Altenbaumburg; * пр. 1289; † между 24 юни и 18 септември и 31 декември 1326) от род Емихони е рауфграф на
Алтенбаумберг в Пфалц, Бавария.
Той е вторият син на рауграф Рупрехт II фон Алтенбаумберг († 1281) и Елизабет фон Хоенфелс († 1289), дъщеря на Филип I фон Боланден-Хоенфелс († 1277) и първата му съпруга Елизабет († 1246/1249). Внук е на рауграф Рупрехт I фон Алтенбаумберг († 1242) и графиня Хедвиг фон Еберщайн († 1282). Баща му е брат на Еберхард I († 1277), епископ на Вормс (1257 – 1277), и Фридрих († 1283), епископ на Вормс (1277 – 1283). По-големият му брат е рауграф Рупрехт III фон Алтенбаумберг († сл. 1345).
Фамилията на рауграфовете на Алтенбаумберг изчезва през 1457 г.

## Фамилия
Хайнрих III 'Стари' фон Алтенбаумберг се жени между 18 септември и 31 декември 1326 г. (или на 11 ноември 1316/пр. 1317 г.) за Катерина фон Клеве-Гелдерн (* 1285; † сл. 2 юли 1357), вдовица на граф Валрам фон Кесел († 1305) и граф Дитер IV фон Катценелнбоген († 1315), дъщеря на граф Дитрих Луф II фон Клеве-Хулхрат († 1308/1309) и първата му съпруга Аделхайд фон Гелдерн († пр. 1286). Те имат децата:
- Рупрехт IV фон Алтенбаумберг († сл. 1363/1 ноември 1367/1371), рауграф на Алтенбаумбург, женен I. за Жанета фон Залм-Бламонт († 1338/1344), II. пр. 19 март 1307 г. за Катарина († сл. 1363)
- Хедвиг фон Алтенбаумберг († сл. 1362)
- Елизабет/Лиза фон Алтенбаумберг († сл. 24 юни 1334), омъжена сл. 1320 г./ пр. 18 септември 1326 г. за граф Филип фон Спонхайм-Боланден († между 16 октомври 1337 и 31 май 1338)